# Unidad Editorial
Unidad Editorial es un grupo de medios de comunicación español, que nace como resultado de la fusión de Grupo Recoletos y Unedisa en 2007. El grupo Unidad Editorial está controlado en un 96.31 % por el grupo italiano RCS MediaGroup.

## Medios impresos
Desde la fusión de Unedisa y Grupo Recoletos, Unidad Editorial se ha convertido en uno de los principales grupos españoles de prensa escrita, tanto en distribución como en lectores.
Al grupo pertenecen el diario El Mundo, segundo diario de información general en ventas y lectores; Marca, líder entre los diarios deportivos y en el global de diarios; Expansión, líder en los diarios económicos; Estadio Deportivo, diario deportivo andaluz, y otras publicaciones especializadas como Diario Médico y Correo Farmacéutico.
En el sector de revistas y semanarios, el grupo cuenta con Metrópoli (que se entrega los viernes junto con El Mundo); Fuera de Serie (repartido los sábados con Expansión); El Cultural (los viernes, con El Mundo); las revistas Telva (de venta independiente en los quioscos) y Yo Dona (se puede conseguir los sábados también con El Mundo), dedicadas a la mujer; además de Actualidad Económica, que desde marzo de 2019 se entrega junto con El Mundo todos los domingos, y la plataforma 
CuídatePlus.
Estadio Deportivo (El Grupo Alpred es actualmente el dueño del cien por cien de Estadio Deportivo, sumándolo a sus otros medios digitales. Este medio pertenecía en un 85% a Unidad Editorial y en un 15% a Prensa Ibérica.
Además posee la editorial española La Esfera de los Libros.

## Audiovisual
Unidad Editorial tiene presencia tanto en medios impresos como audiovisuales.
En radio dispone de una cadena de radio deportiva, ligada a su diario deportivo, llamada Radio Marca que emite en gran parte de España. Además dispone, a través de la empresa Unión Liberal de Radio de la que es socio al 45 %, junto con Libertad Digital que lo es al 55 %, de una frecuencia en la capital de Madrid, por la cual comenzó a emitir en septiembre de 2009 la radio de Libertad Digital, esRadio.
En televisión, Unidad Editorial emite canales propios, uno mediante una joint-venture con Warner Bros Discovery y otro de producción propia, todo ello usando sus dos frecuencias por TDT de ámbito nacional mediante su subsidiaria Veo Televisión.
| Logotipo | Descripción |
| -------- | --- |
|          | Veo7: Canal de Veo Televisión que emite magacines políticos y deportivos, series y cine. |
|          | DMAX: Canal de Warner Bros. Discovery en joint-venture con Veo Televisión que emite documentales, centrándose en la supervivencia, la cocina de entretenimiento, motor, la naturaleza, el mundo salvaje, la historia, la investigación, los misterios o el crimen. Ocasionalmente, también emite acontecimientos deportivos. |

## Internet
El grupo cuenta con una importante implantación en la red con las webs de sus principales publicaciones como El Mundo, Marca, Cuídate Plus, Diario Médico, Expansión, Correo Farmacéutico o Telva.

## Presidentes
Presidentes del grupo han sido Alfonso de Salas (1989-2005), el catedrático de Derecho Jorge de Esteban (2005-2007), la escritora y catedrática Carmen Iglesias (2007-2011) y el empresario Antonio Fernández-Galiano Campos (2011-2021).